# Всеобщие выборы в Испанской Гвинее (1968)
Всеобщие выборы 1968 года в Испанской Гвинее прошли 22 сентября. На них был избран Национальная ассамблея и Президент Экваториальной Гвинеи (первый тур — 22 сентября, второй тур — 29 сентября. На президентских выборах победу во втором туре одержал — Франсиско Масиас Нгема Бийого Ньеге Ндонг, победив премьер-министра Бонифасио Ондо Эду. После первого тура были исключены Антасио Ндонго Мионе, который впоследствии стал первым министром иностранных дел Экваториальной Гвинеи, а Эдмундо Боссио первым вице-президентом. Бонифацио Ондо вскоре после выборов был казнён.
На сегодняшний день, это были единственные свободные выборы в Экваториальной Гвинее. В течение следующих пяти лет Масиас Нгема консолидировал свою власть шаг за шагом, и к 1973 году он объявил себя пожизненным Президентом с почти абсолютной властью. Также партия Масиаса Нгема Единая национальная партия трудящихся — ПУНТ, во всех законодательных выборах любого рода в стране одерживала абсолютную победу до 1983 года.

## Результаты

### ВыборыПрезидента Экваториальной Гвинеи
| Кандидат                            | Партия                                                  | Первый тур | Первый тур | Второй тур | Второй тур |
| Кандидат                            | Партия                                                  | Голосов    | %          | Голосов    | %          |
| ----------------------------------- | ------------------------------------------------------- | ---------- | ---------- | ---------- | ---------- |
| Франсиско Масиас Нгема              | Единая национальная партия трудящихся                   | 36,716     | 39.57      | 68,310     | 62.35      |
| Бонифацио Ондо Эду                  | Национальное движение единства Экваториальной Гвинеи    | 31,941     | 34.94      | 40,254     | 37.65      |
| Антасио Ндонго                      | Национальное либеральное движение Экваториальной Гвинеи | 18,223     | 19.88      |            |            |
| Эдмундо Боссио                      | Союз бубу                                               | 4,795      | 5.23       |            |            |
| Испорченные/недействительные бланки | Испорченные/недействительные бланки                     | 1,281      | −          | 537        | −          |
| Всего                               | Всего                                                   | 92,956     | 100        | 109,101    | 100        |
| Зарегистрированных избирателей      | Зарегистрированных избирателей                          | 137,755    | 67.48      | 137,755    | 79.20      |

### Выборы в Национальную ассамблею
| Партия                                                  | Голосов | % | Мест получено |
| ------------------------------------------------------- | ------- | - | ------------- |
| Национальное либеральное движение Экваториальной Гвинеи |         |   | 10            |
| Национальное движение единства Экваториальной Гвинеи    |         |   | 10            |
| Единая национальная партия трудящихся                   |         |   | 8             |
| Союз бубу                                               |         |   | 7             |
| Всего                                                   |         |   | 35            |